# Rafael Gomensoro
Rafael Gomensoro (1946, Montevideo) es un escritor uruguayo.

## Biografía
Su obra se destacó principalmente en el género poético. Estudió literatura en el Instituto de Estudios Superiores y se dedicó a la docencia a partir de 1968. Fue director de la Biblioteca Nacional de Uruguay en el periodo de 1990-1993. Publicó en revistas nacionales e internacionales y ha brindado múltiples conferencias. Su obra ha sido traducida al alemán, al francés, al portugués y al inglés.

## Obra
- Hemisferios de Silencio (1981)
- El Redentor (1983)
- Las viejas estaciones (1986)
- Uno solo y dos (1997)
- La memoria que me invento (Ed. Botella al mar. ISBN 978-9974-8707-9-2. 2008)